# Emiliano Çela
Emiliano Çela (sinh 21 tháng 7 năm 1985 ở Memaliaj, Albania) là một cầu thủ bóng đá Albania thi đấu ở vị trí hậu vệ cho KS Kastrioti ở Giải bóng đá hạng nhất quốc gia Albania.

## Danh hiệu
KF Laçi
- Cúp bóng đá Albania (2): 2012–13, 2014–15